# Società Sportiva Sambenedettese 1974-1975
Questa voce raccoglie le informazioni riguardanti la Società Sportiva Sambenedettese nelle competizioni ufficiali della stagione 1974-1975.

## Rosa
| N. |                   | Ruolo | Calciatore          |
| -- | ----------------- | ----- | ------------------- |
|    | Italia (bandiera) | D     | Mauro Agretti       |
|    | Italia (bandiera) | D     | Aldo Anzuini        |
|    | Italia (bandiera) | A     | Gregorio Basilico   |
|    | Italia (bandiera) | C     | Massimo Berta       |
|    | Italia (bandiera) | C     | Giancarlo Bianchini |
|    | Italia (bandiera) | C     | Angelo Castronaro   |
|    | Italia (bandiera) | D     | Franco Catto        |
|    | Italia (bandiera) | A     | Francesco Chimenti  |
|    | Italia (bandiera) | D     | Nicola Daleno       |
|    | Italia (bandiera) | D     | Maurizio Marchini   |

| N. |                   | Ruolo | Calciatore         |
| -- | ----------------- | ----- | ------------------ |
|    | Italia (bandiera) | C     | Mario Marini       |
|    | Italia (bandiera) | P     | Silvano Martina    |
|    | Italia (bandiera) | P     | Massimo Migliorini |
|    | Italia (bandiera) | A     | Primo Pasquali     |
|    | Italia (bandiera) | D     | Vincenzo Pilone    |
|    | Italia (bandiera) | D     | Nicola Ripa        |
|    | Italia (bandiera) | D     | Giovanni Romani    |
|    | Italia (bandiera) | A     | Maurizio Simonato  |
|    | Italia (bandiera) | A     | Claudio Trevisan   |

## Risultati

### Serie B

#### Girone di andata
| 29 settembre 1974 1ª giornata | Sambenedettese | 2 – 2 | SPAL |  |

| 6 ottobre 1974 2ª giornata | Sambenedettese | 2 – 1 | Parma |  |

| 13 ottobre 1974 3ª giornata | Novara | 2 – 0 | Sambenedettese |  |

| 20 ottobre 1974 4ª giornata | Brescia | 1 – 0 | Sambenedettese |  |

| 27 ottobre 1974 5ª giornata | Sambenedettese | 0 – 0 | Foggia |  |

| 3 novembre 1974 6ª giornata | Brindisi | 4 – 1 | Sambenedettese |  |

| 10 novembre 1974 7ª giornata | Sambenedettese | 0 – 0 | Avellino |  |

| 17 novembre 1974 8ª giornata | Pescara | 1 – 0 | Sambenedettese |  |

| 24 novembre 1974 9ª giornata | Sambenedettese | 3 – 0 | Reggiana |  |

| 1º dicembre 1974 10ª giornata | Arezzo | 1 – 1 | Sambenedettese |  |

| 8 dicembre 1974 11ª giornata | Sambenedettese | 1 – 0 | Palermo |  |

| 15 dicembre 1974 12ª giornata | Catanzaro | 0 – 0 | Sambenedettese |  |

| 22 dicembre 1974 13ª giornata | Verona | 4 – 2 | Sambenedettese |  |

| 5 gennaio 1975 14ª giornata | Sambenedettese | 1 – 0 | Taranto |  |

| 12 gennaio 1975 15ª giornata | Genoa | 2 – 3 | Sambenedettese |  |

| 19 gennaio 1975 16ª giornata | Sambenedettese | 0 – 0 | Perugia |  |

| 26 gennaio 1975 17ª giornata | Como | 1 – 1 | Sambenedettese |  |

| 2 febbraio 1975 18ª giornata | Atalanta | 1 – 0 | Sambenedettese |  |

| 9 febbraio 1975 19ª giornata | Sambenedettese | 1 – 0 | Alessandria |  |

#### Girone di ritorno
| 16 febbraio 1975 20ª giornata | SPAL | 2 – 1 | Sambenedettese |  |

| 23 febbraio 1975 21ª giornata | Parma | 2 – 0 | Sambenedettese |  |

| 2 marzo 1975 22ª giornata | Sambenedettese | 2 – 0 | Novara |  |

| 9 marzo 1975 23ª giornata | Sambenedettese | 2 – 0 | Brescia |  |

| 16 marzo 1975 24ª giornata | Foggia | 2 – 1 | Sambenedettese |  |

| 23 marzo 1975 25ª giornata | Sambenedettese | 2 – 1 | Brindisi |  |

| 30 marzo 1975 26ª giornata | Avellino | 1 – 0 | Sambenedettese |  |

| 6 aprile 1975 27ª giornata | Sambenedettese | 2 – 1 | Pescara |  |

| 13 aprile 1975 28ª giornata | Reggiana | 3 – 0 | Sambenedettese |  |

| 20 aprile 1975 29ª giornata | Sambenedettese | 1 – 1 | Arezzo |  |

| 27 aprile 1975 30ª giornata | Palermo | 3 – 1 | Sambenedettese |  |

| 4 maggio 1975 31ª giornata | Sambenedettese | 0 – 1 | Catanzaro |  |

| 11 maggio 1975 32ª giornata | Sambenedettese | 1 – 0 | Verona |  |

| 18 maggio 1975 33ª giornata | Taranto | 0 – 0 | Sambenedettese |  |

| 25 maggio 1975 34ª giornata | Sambenedettese | 2 – 1 | Genoa |  |

| 1º giugno 1975 35ª giornata | Perugia | 1 – 2 | Sambenedettese |  |

| 8 giugno 1975 36ª giornata | Sambenedettese | 0 – 1 | Como |  |

| 15 giugno 1975 37ª giornata | Sambenedettese | 1 – 1 | Atalanta |  |

| 22 giugno 1975 38ª giornata | Alessandria | 2 – 0 | Sambenedettese |  |

## Statistiche

### Statistiche di squadra
| Competizione | Punti | In casa | In casa | In casa | In casa | In casa | In casa | In trasferta | In trasferta | In trasferta | In trasferta | In trasferta | In trasferta | Totale | Totale | Totale | Totale | Totale | Totale | DR |
| Competizione | Punti | G       | V       | N       | P       | Gf      | Gs      | G            | V            | N            | P            | Gf           | Gs           | G      | V      | N      | P      | Gf     | Gs     | DR |
| ------------ | ----- | ------- | ------- | ------- | ------- | ------- | ------- | ------------ | ------------ | ------------ | ------------ | ------------ | ------------ | ------ | ------ | ------ | ------ | ------ | ------ | -- |
| Serie B      | 36    | 19      | 11      | 6       | 2       | 23      | 10      | 19           | 2            | 4            | 13           | 13           | 33           | 38     | 13     | 10     | 15     | 36     | 43     | -7 |
| Coppa Italia | 4     | 2       | 2       | 0       | 0       | 3       | 0       | 2            | 0            | 0            | 2            | 0            | 2            | 4      | 2      | 0      | 2      | 3      | 2      | +1 |
| Totale       |       | 21      | 13      | 6       | 2       | 26      | 10      | 21           | 2            | 4            | 15           | 13           | 35           | 42     | 15     | 10     | 17     | 39     | 45     | -6 |

### Statistiche dei giocatori
| Giocatore     | Serie B  | Serie B | Serie B     | Serie B    | Coppa Italia | Coppa Italia | Coppa Italia | Coppa Italia | Totale   | Totale | Totale      | Totale     |
| Giocatore     | Presenze | Reti    | Ammonizioni | Espulsioni | Presenze     | Reti         | Ammonizioni  | Espulsioni   | Presenze | Reti   | Ammonizioni | Espulsioni |
| ------------- | -------- | ------- | ----------- | ---------- | ------------ | ------------ | ------------ | ------------ | -------- | ------ | ----------- | ---------- |
| M. Agretti    | 32       | 0       | ?           | ?          | ?            | ?            | ?            | ?            | 32+      | 0+     | ?           | ?          |
| A. Anzuini    | 24       | 0       | ?           | ?          | ?            | ?            | ?            | ?            | 24+      | 0+     | ?           | ?          |
| G. Basilico   | 34       | 2       | ?           | ?          | ?            | ?            | ?            | ?            | 34+      | 2+     | ?           | ?          |
| M. Berta      | 27       | 1       | ?           | ?          | ?            | ?            | ?            | ?            | 27+      | 1+     | ?           | ?          |
| G. Bianchini  | 19       | 0       | ?           | ?          | ?            | ?            | ?            | ?            | 19+      | 0+     | ?           | ?          |
| A. Castronaro | 35       | 5       | ?           | ?          | ?            | ?            | ?            | ?            | 35+      | 5+     | ?           | ?          |
| F. Catto      | 35       | 0       | ?           | ?          | ?            | ?            | ?            | ?            | 35+      | 0+     | ?           | ?          |
| F. Chimenti   | 36       | 12      | ?           | ?          | ?            | ?            | ?            | ?            | 36+      | 12+    | ?           | ?          |
| N. Daleno     | 15       | 0       | ?           | ?          | ?            | ?            | ?            | ?            | 15+      | 0+     | ?           | ?          |
| M. Marchini   | 19       | 0       | ?           | ?          | ?            | ?            | ?            | ?            | 19+      | 0+     | ?           | ?          |
| M. Marini     | 5        | 0       | ?           | ?          | ?            | ?            | ?            | ?            | 5+       | 0+     | ?           | ?          |
| S. Martina    | 12       | -16     | ?           | ?          | ?            | ?            | ?            | ?            | 12+      | -16+   | ?           | ?          |
| M. Migliorini | 28       | -27     | ?           | ?          | ?            | ?            | ?            | ?            | 28+      | -27+   | ?           | ?          |
| P. Pasquali   | 6        | 0       | ?           | ?          | ?            | ?            | ?            | ?            | 6+       | 0+     | ?           | ?          |
| V. Pilone     | 6        | 0       | ?           | ?          | ?            | ?            | ?            | ?            | 6+       | 0+     | ?           | ?          |
| N. Ripa       | 35       | 1       | ?           | ?          | ?            | ?            | ?            | ?            | 35+      | 1+     | ?           | ?          |
| G. Romani     | 24       | 0       | ?           | ?          | ?            | ?            | ?            | ?            | 24+      | 0+     | ?           | ?          |
| M. Simonato   | 34       | 10      | ?           | ?          | ?            | ?            | ?            | ?            | 34+      | 10+    | ?           | ?          |
| C. Trevisan   | 25       | 3       | ?           | ?          | ?            | ?            | ?            | ?            | 25+      | 3+     | ?           | ?          |